# Billy Larkin
Billy Larkin, né le 19 avril 1958 à Cincinnati dans l'Ohio, est un pianiste et compositeur de musique contemporaine américain. 

## Biographie
Billy Larkin est le fils de l'artiste multimédia Salli Love Larkin et de Bill Larkin, ancien professeur de mathématiques à l'université Xavier (Cincinnati). Il commence à jouer du piano à l'âge de cinq ans et, à huit ans, il étudie le piano, la théorie de la musique et la composition au College-Conservatory of Music de l'université de Cincinnati.
En 1979, il déménage à New York où il compose pour la compagnie de danse moderne Cheryl Wallace Dance Works. Une année plus tard, il se marie avec Cheryl Wallace et le couple retourne à Cincinnati où ils fondent Stone Street Foundation for the Arts, collaborant sur plusieurs grandes productions originales de danse et de musique.
Pendant les années quatre-vingt, Larkin travaille avec le contrebassiste et compositeur Chris Dahlgren dans le groupe de jazz contemporain Ekimi. Entre 1986 et 1993, Ekimi sort trois albums sous son label, KrysDahLark Music. Music West distribue leur album de chants de noël interprétés dans un style jazz progressif, The Next Noël. 
Dans les années quatre-vingt-dix, Larkin remplace aussi Itaal Shur comme claviériste dans le groupe art rock Sleep Theatre. Depuis les années 2000, il collabore avec le chanteur et percussionniste Eugene Goss dans leur groupe de jazz progressif « global fusion », TRIAGE. Il est actuellement artiste-résident au Cincinnati Center for Spiritual Living.